# Сутырин, Валерий Александрович
Валерий Александрович Сутырин (1905—1968) — промышленный деятель, Герой Социалистического Труда (1966).

## Биография
Валерий Сутырин родился 14 марта 1905 года в Астрахани. С четырнадцатилетнего возраста работал секретарём волземотдела, затем стал машинистом. В 1926—1927 годах учился в механическом техникуме, учёбу совмещал с работой в заводоуправлении Каспийского пароходства. С 1928 года он работал на электрокомбинате имени Куйбышева в Москве, прошёл путь от нормировщика до заместителя главного технолога комбината. В 1933 году Сутырин окончил МВТУ имени Баумана. Во время Великой Отечественной войны был отправлен в эвакуацию в Саратов, был главным технологом на заводе. В 1943 году вернулся в Москву, где в течение года был главным технологом 4-го ГУ НКАП СССР, позднее вновь работал в Саратове, стал главным инженером завода. С 1949 года работал главным инженером, а затем и директором Уфимского агрегатного завода.
С 1953 года Сутырин работал директором Кировского завода авиационного вооружения. Под его руководством было освоено производство большого количества средств противовоздушной обороны, в том числе зенитно-ракетных комплексов класса «земля-воздух», корабельных систем, различных виды твердотопливных ракет ближнего и среднего радиуса. Впоследствии завод был преобразован в Кировский машиностроительный завод имени XX съезда КПСС (ныне — Вятское машиностроительное предприятие «АВИТЕК»). К 1960 году завод увеличил объёмы производства в 3,8 раза, а производительность труда увеличилась в 2,4 раза. Это было достигнуто за счёт автоматизации производства, строительства новых конвейеров, цехов и лабораторий. Позднее завод стал производить автопилоты, катапультные кресла и ряд другой продукции, как военного, так и гражданского назначения.
Указом Президиума Верховного Совета СССР от 22 июля 1966 года за «выдающиеся заслуги в выполнении плана 1959—1965 годов и создание новой техники» Валерий Сутырин был удостоен высокого звания Героя Социалистического Труда с вручением ордена Ленина и медали «Серп и Молот».
Проживал в Кирове. Умер 6 января 1968 года.
Был также награждён двумя орденами Трудового Красного Знамени, орденами «Знак Почёта» и Красной Звезды, рядом медалей.В честь Сутырина в городе Киров названа улица, недалеко от завода где он трудился.